# Agnieszka Urszula Sapa
Agnieszka Urszula Sapa – polska ekonomistka, dr hab. nauk ekonomicznych, profesor nadzwyczajny Katedry Makroekonomii i Gospodarki Żywnościowej Wydziału Ekonomii Uniwersytetu Ekonomicznego w Poznaniu.

## Życiorys
W 1997 otrzymała tytuł magistra, natomiast 14 czerwca 2002 obroniła pracę doktorską pt. Problem asymetrii w handlu artykułami rolno-spożywczymi pomiędzy Polską a Unią Europejską w okresie przedakcesyjnym, otrzymując doktorat, a 11 września 2015 uzyskała stopień doktora habilitowanego w zakresie nauk ekonomicznych na podstawie rozprawy zatytułowanej Handel rolno-żywnościowy regionalnych ugrupowań integracyjnych. Podobieństwa i różnice.
Pełni funkcję profesora nadzwyczajnego w Katedrze Makroekonomii i Gospodarki Żywnościowej na Wydziale Ekonomii Uniwersytetu Ekonomicznego w Poznaniu.

## Wybrane publikacje
- Makroekonomiczne uwarunkowania handlu rolno-spożywczego z UE[1]
- Interwencjonizm w wymianie zagranicznej w sektorze rolno-żywnościowym wczoraj i dziś[1]
- 2000: Rola instytucji wspierających polski eksport rolno-spożywczy do UE[1]